# プレスブルクの和約
プレスブルクの和約（プレスブルクのわやく、フランス語: Paix de Presbourg、ドイツ語: Friede von Pressburg）は、ナポレオン戦争中の1805年12月26日にオーストリア領内のプレスブルク（現・スロバキア共和国の首都ブラチスラヴァ）において、フランスとオーストリアとの間で結ばれた講和条約である。プレスブルク条約（プレスブルクじょうやく、仏: Traité de Presbourg、独: Friedensvertrag von Pressburg）とも呼ばれる。

## 概要
オーストリアは1805年にイギリスやロシアなどと第三次対仏大同盟を結成し、北イタリアやバイエルンへ侵攻したが、フランス皇帝ナポレオン1世の前にウルムの戦い（1805年9月25日 - 10月20日）とアウステルリッツの戦い（12月2日）で敗北した。12月4日に両国の間で休戦協定が結ばれ、以降、ナポレオン1世と神聖ローマ皇帝フランツ2世（オーストリア皇帝フランツ1世）はプレスブルクで和平交渉に入った。
講和条約により、オーストリアはイタリア王国を承認するとともに、同国にヴェネツィアを割譲した。また、フランスにイストリアとダルマチアを、フランスの同盟国であったバイエルン、ヴュルテンベルク（翌年にそれぞれ選帝侯国から王国に昇格）、バーデン（翌年に選帝侯国から大公国に昇格）にチロル、コンスタンツ、ブライスガウなどのオーストリア領を割譲した。さらに、オーストリアはフランスに対して4,000万フランの賠償金を支払うことになった。

## 講和後のナポレオンの勢力拡大
講和を機に、ナポレオン1世は各地への勢力拡大を推し進めた。翌1806年、まず2月にナポリ王国を占領し、兄ジョゼフを王位に就けた。
5月にはバタヴィア共和国（オランダ）をホラント王国とし、弟ルイを国王とした。
7月にはベルク大公国を樹立し、義弟のミュラを大公に据えた。また、西南ドイツ諸邦の連合体で親ナポレオンのライン同盟を成立させた。